# 塞內岡比亞邦聯
塞內岡比亞邦聯（法語：Confédération de Sénégambie），通称塞內岡比亞，是西非國家塞內加爾和岡比亞所組成的松散邦聯。兩國在1981年12月12日簽署合作協議，1982年2月1日邦聯正式建立。1989年9月30日，邦聯最终解散。
塞內加爾和岡比亞在民族和文化上相似之處很多，兩國因列強的殖民地分割而分裂：塞內加爾屬法國，岡比亞則屬於英國。塞内加尔也因冈比亚领土深深嵌入其国土正中央而造成该国南北交通不便，需冈比亚协调处理。但兩國在结为邦联之後，圍繞邦联主導權產生爭執而分裂，最后在1989年解散邦联。
在分裂之後，兩國仍然保持了密切的往來，部分邦联有效时期所签订的协议现仍在执行。

## 国情简介
| 国名                                      | 塞内加尔共和国 République du Sénégal                  | 冈比亚共和国 Republic of The Gambia |
| 国徽                                      |                                                       | |
| 国旗                                      | 塞内加尔                                              | 冈比亚 |
| 地图                                      |                                                       | |
| 人口                                      | 18275000                                              | 2297700 |
| 面积                                      | 196723 km2（75955 sq mi）                             | 11295 km2（4361 sq mi） |
| 时区                                      | UTC+0                                                 | UTC+0 |
| 历法                                      | 公历、伊斯兰历                                        | 公历、伊斯兰历 |
| 专属经济区                                | 158861 km2（61337 sq mi）                             | 23112 km2（8924 sq mi） |
| 首都                                      | 达喀尔                                                | 班珠尔 |
| 最大城市                                  | 达喀尔 （24万人）                                     | 萨拉昆达 （33万人） |
| 政体                                      | 单一制 总统制 共和国                                  | 单一制 总统制 共和国 |
| 现任国家元首                              | 塞内加尔总统：巴西鲁·迪奥马耶·法耶                    | 冈比亚总统：阿达马·巴罗 |
| 现任政府首脑                              | 塞内加尔总统：巴西鲁·迪奥马耶·法耶                    | 冈比亚总统：阿达马·巴罗 |
| 立法机关                                  | 塞内加尔议会                                          | 冈比亚议会 |
| 官方语言                                  | 法语 (事实上)                                         | 英语 (事实上) |
| 主要宗教                                  | 约90%信仰伊斯蘭教，5%信仰拜物教，约5%信仰羅馬天主教。 | 90％信奉伊斯兰教，其余信奉基督教新教、天主教和拜物教 |
| 民族                                      | 沃洛夫族占了全國人口的40%，頗爾族、謝列爾族           | 曼丁哥族（占人口的42％）、富拉族（又称颇尔族,占16％）、沃洛夫族（占16％）、朱拉族（占10％）和塞拉胡里族（占9％）。約有数千白种人住在岡比亞，包括歐洲人和黎巴嫩人。 |
| 国内生产总值（国际货币基金组织数据）      | $ 723.41亿                                            | $ 67.92亿 |
| 人均国民生产总值 （国际货币基金组织数据） | $4,092美元                                            | $2,645美元 |